# Al-Hàssan al-Hajjam ibn Muhàmmad ibn al-Qàssim
Al-Hàssan ibn Muhàmmad ibn al-Qàssim al-Hajjam (àrab: الحسن بن محمد بن القاسم الحجام, al-Ḥasan b. Muḥammad b. al-Qāsim al-Ḥajjām), més conegut senzillament com al-Hàssan al-Hajjam (?-944), fou un emir idríssida del Magrib. Era fill de Muhàmmad, germà de l'emir Yahya ibn al-Qàssim. Després de cinc anys de dominació fatimita sobre Fes i vuit de dominació sobre la resta del Magrib, al-Hàssan es va revoltar vers el 925 i va derrotar el governador Mussa ibn Abi-l-Àfiya entrant a Fes. Tanmateix, dos anys després, traït pel governador de la ciutat, va caure en mans del seu rival Mussa i el seu fill Abd-Al·lah ibn Mussa i va morir. Mussa va governar en nom dels fatimites fins al 937, quan el govern de la regió va ser pres de nou per un idríssida, al-Qàssim Gannun, germà d'al-Hàssan.